# Samsung Health

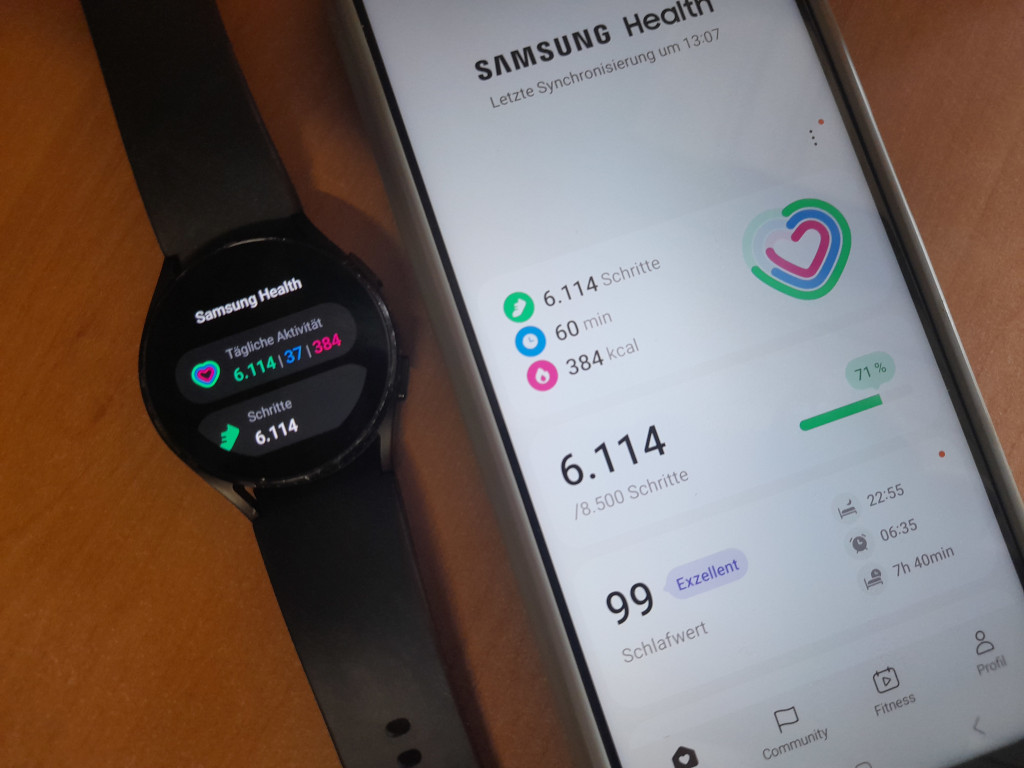
Samsung Health auf einer Smart Watch und einem Smartphone

Samsung Health (bis Anfang April 2017 S Health) ist eine Gesundheits- und Fitness-App, die von Samsung Electronics entwickelt wird. Mit der App können Fitness- und Gesundheitsdaten verfolgt werden, indem sie Schritte zählt und Schlaf, Gewicht, Ernährung, Stress sowie andere Aspekte des Lebensstils erfasst.

## Geschichte
S Health wurde am 2. Juli 2012 zusammen mit dem Smartphone Samsung Galaxy S III veröffentlicht. Seit Mitte September 2015 ist die Anwendung für alle Android-Nutzer verfügbar. Sie wurde bei Google Play mehr als 1,4 Millionen Mal bewertet (Stand Januar 2023). Am 4. April 2017 änderte sich mit der Veröffentlichung der Version 5.7.1 der Name der App von S Health in Samsung Health. Seit dem 2. Oktober 2017 ist die App auch für iPhones ab iOS 9.0 verfügbar und hat im App Store über 14.000 Bewertungen (Stand Januar 2023).
Samsung gab 2017 an, dass die App monatlich über 60 Millionen Nutzer aus 150 Ländern habe, und etwa 11 Millionen tägliche Nutzer.
Die Anwendung ist auf einigen Samsung-Smartphone-Modellen standardmäßig installiert und kann ohne Rooting nicht entfernt werden. Es ist möglich, die Anwendung zu deaktivieren.

## Funktion
Die App ist für die Verwendung mit Samsung-Geräten wie Smartphones, Tablets und Smartwatches optimiert, aber auch auf anderen Geräten verfügbar. Die Anwendung soll es den Benutzern ermöglichen, mithilfe der integrierten Sensoren des Geräts ihre Aktivitäten zu verfolgen. Zudem können Daten manuell eingegeben werden. Zum Funktionsumfang gehört ein Ernährungs-Tracker, ein Stress-Tracker und ein Schlaf-Tracker sowie eine Bibliothek mit Trainingsprogrammen. Die mit Samsung Health gesammelten Daten können mit anderen Gesundheits-Apps und -Geräten synchronisiert werden.

## Rezeption
- chip.de schrieb: „‚Samsung Health‘ ist eine großartige App, mit der Sie Ihren Lebensstil verbessern oder halten können. Auch die Oberfläche hat in unserem Praxis-Test überzeugt.“[10]